# セントルイス・マルーンズ

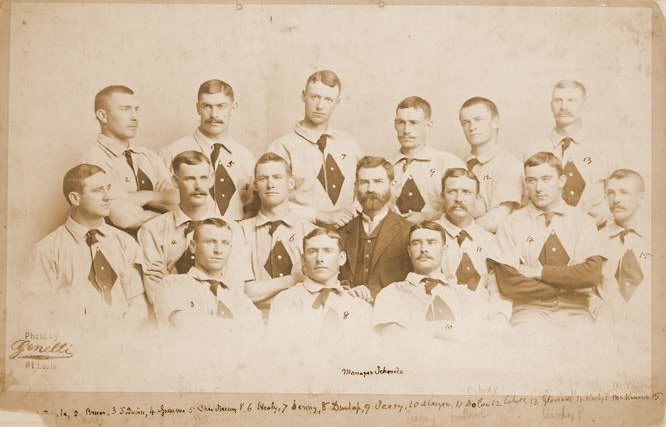
セントルイス・マルーンズ(1886年)

セントルイス・マルーンズ（St. Louis Maroons）は、1884年から1886年にかけて、ミズーリ州セントルイスを本拠地として、ユニオン・アソシエーションとナショナルリーグに加盟していたプロ野球チーム。

## 球団史
1884年にユニオン・アソシエーションを創設し会長をしていたヘンリー・ルーカスが所有するチームだった。チーム設立にあたって、ルーカスはナショナルリーグやアメリカン・アソシエーションから多数の選手を勧誘する。その実力はプロでの試合経験のない選手が多くいたユニオン・アソシエーションの他のチームから抜きん出ていた。シーズンの勝率は8割を超え、チーム防御率は1.95にもなった。攻撃の中心となったフレッド・ダンラップは前年にクリーブランド・ブルースから移籍してきた選手で、1884年のユニオン・アソシエーションでリーグの最高打率をマークしたのをはじめ、最多安打、最多本塁打、最多得点、出塁率と長打率でリーグ1位の成績を収めている。
ユニオン・アソシエーションが1年で消滅した後の1885年、チームは前年に解散したクリーブランド・ブルースのフランチャイズ権を得てナショナルリーグに参入したが、結果は首位シカゴ・ホワイトストッキングス（現カブス）に50ゲーム近い差をつけられて最下位におわった。ユニオン・アソシエーション時代のチーム打率は.292にもなったが、1885年のチーム打率は.221と貧打にあえいだ。更にこの年は、同じセントルイスを本拠地にしていたセントルイス・ブラウンズ（現カージナルス）のアメリカン・アソシエーション4連覇が始まった年でもあり、マルーンズの観客動員は半減した。
翌1886年にヘンリー・ボイルが好投を見せたが貧打は解消できず、彼はこの年のリーグ最優秀防御率を記録しながら9勝15敗と大きく負け越してしまった。結果的にナショナルリーグ他球団との実力差を見せ付けられるような形になったマルーンズは、1886年シーズンを最後に解散。球団の権利は後にシンシナティ・レッズのオーナーとなるジョン・T・ブラッシュに買い取られ、球団は多くの選手とともにその本拠地をインディアナポリスへ移した。

## 戦績
※順位は勝率による。
| 年度   | リーグ | 試合 | 勝利 | 敗戦 | 勝率 | 順位 | 監督                                  | 本拠地        |
| ------ | ------ | ---- | ---- | ---- | ---- | ---- | ------------------------------------- | ------------- |
| 1884年 | UA     | 114  | 94   | 19   | .832 | 1位  | テッド・サリバン フレッド・ダンラップ | Union Grounds |
| 1885年 | NL     | 111  | 36   | 72   | .333 | 8位  | フレッド・ダンラップ                  | Union Grounds |
| 1886年 | NL     | 126  | 43   | 79   | .352 | 6位  | ガス・シュメルツ                      | Union Grounds |

## 所属した主な選手
- フレッド・ダンラップ：監督兼任内野手。1884年リーグ首位打者、最多本塁打。
- ジャック・グラスコック：シンシナティから移籍。1886年に打率.325を記録。
- ヘンリー・ボイル：1886年の最優秀防御率投手。通算89勝111敗。

## 主な球団記録
チーム戦績
- ユニオン・アソシエーションリーグ優勝1回

個人通算記録
- 通算安打数：375（フレッド・ダンラップ）
- 通算本塁打：18（フレッド・ダンラップ）
- 通算打点数：116（アレックス・マッキノン）
- 通算勝利数：40（ヘンリー・ボイル、チャーリー・スウィーニー）
- 通算奪三振：322（ヘンリー・ボイル）